# Aleksiej Duchow
Aleksiej Michajłowicz Duchow (ros. Алексей Михайлович Духов, ur. 27 marca 1921 w Moskwie, zm. 29 grudnia 1984 w Posiołoku Wołodarskogo w obwodzie moskiewskim) – radziecki wojskowy, kapitan, Bohater Związku Radzieckiego (1945).

## Życiorys
Urodził się w rodzinie tokarza. Do 1936 skończył 7 klas, później uczył się w szkole uniwersytetu fabryczno-zawodowego w Podolsku, po ukończeniu którego został tokarzem metalowym w podmoskiewskiej fabryce im. Wołodarskiego. Od 1940 służył w Armii Czerwonej, w 1942 ukończył charkowską szkołę wojsk pancernych w Chirchiqu (Uzbekistan), otrzymał stopień porucznika i został skierowany na Ural w skład 1 Gwardyjskiej Brygady Pancernej. Od lipca 1943 uczestniczył w wojnie z Niemcami, walczył w bitwie kurskiej w rejonie Biełgorodu, gdzie uszkodził dwa czołgi wroga i został kontuzjowany w walce. Po powrocie ze szpitala brał udział w walkach na Ukrainie, w tym nad Prutem i w Kołomyi wiosną 1944. Później jako dowódca kompanii czołgów 2 batalionu czołgów 1 Gwardyjskiej Brygady Pancernej 8 Gwardyjskiego Korpusu Zmechanizowanego 1 Gwardyjskiej Armii Pancernej w stopniu starszego porucznika walczył na terytorium Polski, 16 stycznia 1945 biorąc udział w forsowaniu Pilicy, następnie w walkach o Nowe Miasto nad Pilicą, Jedlińsk, Stryków, Aleksandrów Łódzki i Poddębice oraz pod Gdynią. Dowodzona przez niego kompania zadała wrogowi duże straty. Pod koniec marca 1945 w walce pod Gdynią stracił prawą rękę i na 8 miesięcy trafił do szpitala, który opuścił jako inwalida drugiej grupy. Z powodu inwalidztwa w 1945 został zdemobilizowany w stopniu kapitana. W 1959 ukończył technikum tekstylne w Jegorjewsku, później pracował w Moskwie jako zastępca dyrektora fabryki tekstylnej.

## Odznaczenia
- Złota Gwiazda Bohatera Związku Radzieckiego (27 lutego 1945)
- Order Lenina (27 lutego 1945)
- Order Czerwonego Sztandaru (dwukrotnie, 16 czerwca 1944 i 23 maja 1945)
- Order Aleksandra Newskiego (8 maja 1944)
- Order Wojny Ojczyźnianej I klasy (dwukrotnie, 25 stycznia 1945 i 12 marca 1945)
- Order Wojny Ojczyźnianej II klasy (dwukrotnie, 12 sierpnia 1943 i 24 września 1943)

I medale.